# Haaniidae
Haaniidae (лат.) — семейство богомолов. Встречаются в Индии, Индокитае и на островах до Новой Гвинеи.

## Описание
Haaniidae могут быть отличимы от всех других богомолов по следующей комбинации признаков: мелкий размер, зеленоватые или 
коричневатые; юкста-окулярные выпуклости отчётливые, выступающие; супракоксальная дилатация хорошо выражена; метазона примерно в 2—3 раза длиннее прозоны; апикальные лопасти переднеспинки с шипом; переднеспинка с 4 дискоидальными и 3—4 задневентральными шипами; ходильные ноги без лопастей, иногда с шипами.
Самцы макроптерные, самки от макроптерных до аптерных; церки короче половины длины брюшка, цилиндрические. Фалломеры хорошо склеротизированы, иногда хирально зеркальные; отростки левого комплекса разделены; вентральный фалломер с очень удлинённой базальной лопастью на правой стороне, эта лопасть иногда частично сросшаяся с дистальной частью фалломера. Первичный дистальный выступ pda (primary distal process) смещён на левую сторону вентрального фалломера; либо присутствует срединный вторичный дистальный выступ sdpm (median secondary distal process) или боковой sdpl (lateral secondary distal process), редко оба; фаллоидный апофиз обычно раздвоенный; дорсальная пластинка левого фалломера без округлой доли.

## Классификация
Семейство включает 6 родов, ранее включаемых в Thespidae (Haaniinae). В новой классификации (2019) таксон Haaniidae включён в монотипическое надсемейство Haanioidea (из клады Cernomantodea) и инфраотряд Schizomantodea.

### Caliridinae
- Caliris Giglio-Tos, 1915
- Gildella Giglio-Tos, 1915

### Haaniinae
триба Arriini
- Arria Stal, 1877
- Sinomiopteryx Tinkham, 1937

триба Haaniini
- Astape Stal, 1877
- Haania Saussure, 1871